# BK Trix, Karlsborg
För BK Trix från Norrköping, se BK Trix, Norrköping.
BK Trix är en fotbollsförening från Karlsborg i Skaraborg i Västergötland, första gången bildad 1943. BK Trix sammanslogs 1962 med IFK Karlsborg och bildade då Karlsborgs BK (ej att förväxla med bandyklubben Karlsborgs BK). Som Karlsborgs BK nådde föreningen gamla division IV i fotboll, motsvarande nutida division II. År 2000 sammanslogs Karlsborgs BK med Mölltorp/Breviks AIF i (nya) BK Trix. Åren 2009-2014 var föreningen sammanslagen med Forsviks IF under namnet BK Trix/Forsviks IF men sammanslagningen upplöstes efter säsongen 2014. Säsongen 2022 har föreningen herrlag (i division VI) samt flera pojk- och flicklag i spel.

### Fotnoter
1. 1 2  https://www.svenskafotbollsklubbar.se/showclub.php?clubid=3058
2. ↑  https://www.aik.se/fotboll/statistik/opponent.php?id=2391
3. ↑  https://sites.google.com/view/clasglenningfootball/hem/sweden-historical-tables
4. ↑  https://www.aik.se/fotboll/statistik/opponent.php?id=3562
5. ↑  https://www.svenskafotbollsklubbar.se/showclub.php?clubid=3059
6. ↑  https://www.svenskalag.se/bktrix